# Joachim Józef Grabowski
Joachim Józef Grabowski (ur. 29 września 1756, zm. 29 stycznia 1829) – duchowny katolicki, biskup mohylewski od 1828.
Święcenia kapłańskie przyjął w 1780. Od 1793 pełnił funkcje kanonika kijowskiego, w latach 1802–1822 prałata kapituły kijowskiej a od 1822 prałata kapituły mohylewskiej. W 1822 uzyskał tytuł doktora teologii Uniwersytetu Wileńskiego. W 1828 został mianowany biskupem pomocniczym mohylewskim i tytularnym biskupem amariańskim. Zmarł przed otrzymaniem sakry biskupiej.